# Ernest Florman

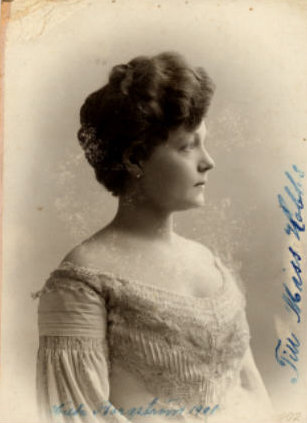
Švédská herečka Hilda Borgström, 1901

Ernest Florman (20. září 1862 Karlstad – 15. září 1952) byl švédský režisér, fotograf u filmu a královský dvorní fotograf.

## Životopis
Ernestův otec Gösta Florman založil fotografickou firmu v Kristinehamnu ve Värmlandu. V roce 1867 se odstěhoval do Karlstadu a v roce 1871 do Stockholmu, kde měl studio na adrese Regeringsgatan 28 A. V roce 1900 společnost změnila jméno na Ateljé Florman a vedení přešlo na Ernesta.
Flormanův krátký film Konungens af Siam landstigning vid Logårdstrappan je často označován jako první výhradně švédský film. Dokumentuje příchod krále Chulalongkorna Siamského do Logårdstrappanu ve Stockholmském paláci, kde byl přijat králem Oscarem II. Film byl promítnut Flormanem 13. července 1897 a podruhé o týden později 19. července na Výstavě všeobecného umění a průmyslu ve Stockholmu. Záznamové zařízení přivezl francouzský filmový fotograf Alexandre Promio, který ve Švédsku pracoval pro bratry Lumièrovy, aby mohl jejich jménem prezentovat nové médium. Právě Promio najal Flormana jako svého učedníka v tomto novém uměleckém žánru. Během výstavy v roce 1897 vznikly dva švédské hrané filmy. První, Slagsmål i Gamla Stockholm, natočil Promio a Florman mu pomáhal jako asistent. Filmová premiéra byla 3. července 1897. Ve stejné době Florman natáčel a režíroval film Byrakstugan, který měl premiéru 14. srpna 1897.
V letech 1901 až 1936 byl Florman předsedou fotografického spolku Svenska Fotografers Förbund.

## Filmy
- 1897 – Byrakstugan
- 1897 – Akrobat med otur
- 1897 – Konungens af Siam landstigning vid Logårdstrappan
- 1903 – Sköna Helena